# Haut-Nyong
Haut-Nyong ist ein Département der Region Est in Kamerun.
Auf einer Fläche von 36.384 km² leben nach der Volkszählung 2001 216.718 Einwohner. Die Hauptstadt ist Abong-Mbang.

## Gemeinden
- Abong-Mbang
- Angossas
- Atok
- Dimako
- Doumaintang
- Doumé
- Lomié
- Mboma
- Messamena
- Messok
- Mindourou
- Ngoyla
- Nguelemendouka
- Somalomo